# چماچا
چماچا، روستایی از توابع بخش مرکزی شهرستان شفت در استان گیلان ایران است. مردم چماچا گیلک هستند و به زبان گیلکی صحبت می‌کنند.

## جمعیت
این روستا در دهستان جیرده قرار دارد و براساس سرشماری مرکز آمار ایران در سال ۱۳۸۵، جمعیت آن ۱٬۳۵۶ نفر (۳۳۰خانوار) بوده‌است.